# Richard Gadd
Richard Robert Steven Gadd (Wormit, Escòcia; 11 de maig de 1989) és un escriptor, actor i còmic escocès. Va crear i protagonitzar el 2024 la sèrie dramàtica de Netflix Baby Reindeer, basada en el seu espectacle unipersonal i en la seva experiència real.

## Primera vida i educació
Richard Robert Steven Gadd va néixer al poble de Wormit, a Fife, Escòcia. Es va formar a l'Oxford School of Drama, completant el curs d'un any el 2012.

## Carrera

### Comèdia
Els primers espectacles de Gadd al Festival Fringe d'Edimburg, Cheese & Crack Whores (2013), Breaking Gadd (2014) i Waiting for Gaddot (2015), van debutar al festival i després es van representar al Soho Theatre de Londres. Waiting for Gaddot va guanyar un Amused Moose Comedy Award el 2015, així com un Scottish Comedy Award al millor espectacle en solitari el 2016. També va ser nominat a un Malcolm Hardee Award a la innovació[6] ia un Chortle Award a la innovació.
L'espectacle Monkey See Monkey Do de Gadd al Fringe de 2016 va guanyar el Premi de Comèdia d'Edimburg al Millor Espectacle de Comèdia i també va ser nominat al Premi Total de Teatre a la Innovació. Aquest mateix any, Gadd va guanyar un Premi Chortle al Comediante i va ser nominat al Premi Off West End de Teatre al Millor Intèrpret. A continuació, l'espectacle va esgotar les entrades en diverses ocasions al Soho Theatre, va realitzar una gira pel Regne Unit i Europa i va participar al Festival Internacional de Comèdia de Melbourne, on va ser nominat al Barry Award 2017. El 2017 es va emetre a Comedy Central com a part de la seva sèrie Soho Theatre Live.
El següent espectacle de Gadd, Baby Reindeer, sobre les seves experiències quan va ser assetjat, es va estrenar al Festival Fringe d'Edimburg de 2019. Va guanyar dos premis: l'Scotsman Fringe First Award Nova Escriptura i un Stage Award a l'Excel·lència Interpretativa i un Stage Award for Acting Excellence. A continuació, l'espectacle es va representar durant cinc setmanes al The Bush Theatre de Londres, on va guanyar un Off West End Theatre Award al Millor Disseny de Vídeo, a més de rebre una nominació a la categoria de Millor Intèrpret.
Posteriorment, l'espectacle es va traslladar a l'Ambassador's Theatre del West End londinenc, però es va cancel·lar a causa de la pandèmia del coronavirus. Uns mesos més tard, l'espectacle va guanyar el premi Laurence Olivier a l'actuació excel·lent en un teatre afiliat. El 2024, Netflix va estrenar una mininisèrie de drama amb set episodis basat en l'obra. Segons un informe recent de Barclays, l'èxit i la popularitat de Baby Reindeer es van traduir en un notable augment anual de la despesa en subscripcions digitals.
Gadd també és actor, i protagonitza juntament amb Daniel Mays el drama de la Guionista Against the Law, nominat a un BAFTA el 2017. Altres crèdits com a actor inclouen Clique, de BBC Three, One Normal Night, de Sky Arts, Code 404, de Sky One, i Tripped, d'E4

### Guionista
Com a guionista, Gadd va treballar per a l'èxit de Netflix Sex Education, i ha escrit episodis d'Ultimate Worrier per a Dave i The Last Leg per a Channel 4, on també va ser corresponsal. També ha emès diversos projectes a BBC Radio 4 i BBC Radio Scotland.

## Vida personal
Gadd s'identifica com a bisexual. És ambaixador de We Are Survivors, una organització benèfica del Regne Unit dedicada a ajudar els homes supervivents d'abús sexual. El mateix Gadd és un supervivent d'abús sexual per part d'un home gran manipulador que va conèixer a principis de la seva carrera. Del 2015 al 2017, Gadd va ser assetjat i agredit sexualment per una dona gran.
Gadd és seguidor de tota la vida del Dundee United.